# Quiévrain
Quiévrain är en kommun i Belgien.   Den ligger i provinsen Hainaut och regionen Vallonien, i den sydvästra delen av landet, 70 km sydväst om huvudstaden Bryssel. Antalet invånare är 6 618.
Trakten runt Quiévrain består till största delen av jordbruksmark. Runt Quiévrain är det ganska tätbefolkat, med 108 invånare per kvadratkilometer.